# De lage landen (tijdschrift)
de lage landen (tot 2020 Ons Erfdeel) is een Vlaams-Nederlands cultureel tijdschrift. Het tijdschrift werd onder de titel Ons Erfdeel in 1957 opgericht door drie studenten onder wie Jozef Deleu. Hun grote inspirator was André Demedts. Deleu was de hoofdredacteur. Hij wijdt zijn leven aan de verspreiding van de Nederlandse taal en cultuur en omringde zich met enthousiaste redactieleden, onder wie Frits Niessen, adjunct-hoofdredacteur, Anton Claessens, Jan Deloof, Gaston Durnez, Werner Duthoy, Jacques Fermaut, Josef Kempen, Ludo Simons, Annette Portegies, Ludo Simons, Jo Tollebeek, Dirk Van Assche (van 2002 tot 2020 adjunct-hoofdredacteur), René van Stipriaan, Erik Vandewalle en Arie Wolter Willemsen.
Het tijdschrift biedt informatie over het Nederlandstalige artistieke, culturele en maatschappelijke leven. Er wordt ook steeds aandacht besteed aan de verspreiding van de Nederlandse taal en cultuur van Vlaanderen en Nederland in het buitenland en aan de concrete samenwerking tussen de Nederlandstaligen wereldwijd. Door de positieve maar kritische houding ten aanzien van deze samenwerking tussen alle Nederlandstaligen heeft het blad een gezaghebbende stem in het openbare debat.
de lage landen wordt uitgegeven door Ons Erfdeel vzw, een Vlaams-Nederlandse culturele instelling die in levensbeschouwelijk en politiek opzicht onafhankelijk is en zowel in Nederland als in Vlaanderen wettelijk erkend is.
In 2002 ging Deleu met pensioen als hoofdredacteur en gedelegeerd bestuurder van vzw Ons Erfdeel, waarna classicus en essayist Luc Devoldere hem opvolgde in beide functies. In 2020 is Devoldere opgevolgd door Hendrik Tratsaert, die in 2024 Ons Erfdeel vzw verliet om directeur te worden van Passa Porta in Brussel. 
In 2020 is de titel van het blad veranderd van Ons Erfdeel in de lage landen (zonder kapitalen), met als ondertitel context bij cultuur in Vlaanderen en Nederland.
Ons Erfdeel vzw krijgt steun van het Vlaamse Departement Cultuur, Jeugd en Media en van het Nederlandse Ministerie van Onderwijs, Cultuur en Wetenschap.
De organisatie geeft ook andere publicaties uit om de verspreiding van de Nederlandse cultuur in het buitenland te bevorderen:
- het Franstalige tijdschrift Septentrion. Miroir de la culture en Flandre et aux Pays-Bas (sinds 1972)
- de Franstalige website les plats pays, met als ondertitel: Miroir de la culture en Flandre et aux Pays-Bas (sinds 2019)
- de Engelstalige website the low countries, met als ondertitel: High Road to Culture in Flanders and the Netherlands (sinds 2019; van 1993 tot 2018 verscheen The Low Countries als jaarboek op papier)
- het tweetalige jaarboek De Franse Nederlanden – Les Pays-Bas Français verscheen van 1976 tot 2018 op papier. Sinds 2019 is het een rubriek op de websites de lage landen en les plats pays
- een reeks boeken over de cultuur, de geschiedenis en de taal van Vlaanderen en Nederland